# Ácido acetilénico
Los ácidos acetilénicos, conocidos también como ácidos etinoicos, forman un grupo de estereoisómeros con la fórmula química C₄₀H₆₆O₅. El grupo incluye ácidos grasos que contienen un triple enlace (o más como en el caso de los poliacetilenos) y eventualmente uno o dos dobles enlaces. Si bien muchos ácidos grasos acetilénicos se han preparado sintéticamente, sólo algunas especies se encuentran en aceites naturales, algunos con actividades antifúngicas.

## Actividad antimicrobiana
Los ácidos grasos son un grupo con actividad antimicrobiana cuyos objetivos farmacológicos incluyen la síntesis de proteínas, como en el caso de los análogos del ácido mirístico y los ácidos grasos acetilénicos que inhiben de la actividad de la topoisomerasa microbacteriana. Al igual que con las oxilipinas derivadas de plantas, ciertas plantas producen ácidos acetilénicos ante el ataque de hongos lo que podría considerarse un mecanismo de defensa.
Los escarabajos de la familia Lycidae producen el ácido acetilénico, entre otros compuestos que los hacen de sabor desagradable para sus depredadores quienes rápidamente los rechazan.
Varios ácidos grasos acetilénicos producidos por esponjas marinas también han demostrado actividad antifúngica. Estos incluyen los ácidos acetilénicos de 31 carbonos, los ácidos corticáticos contra Mortierella ramaniana y un ácido acetilénico de 14 carbonos con actividad contra la Candida albicans.